# Sinnington
Sinnington – wieś w Anglii, w hrabstwie North Yorkshire, w dystrykcie (unitary authority) North Yorkshire. Leży 37 km na północny wschód od miasta York i 310 km na północ od Londynu. W 2001 miejscowość liczyła 318 mieszkańców.